# Wirtschaftliche Eigentümer Register
Das Wirtschaftliche Eigentümer Register (WiERe, englisch Register for Ultimate Beneficial Owners, auch: UBO Register) ist ein kostenpflichtiges, öffentliches Verzeichnis (Register) in Österreich, in dem die wichtigsten rechtserheblichen Tatsachen und Rechtsverhältnisse von Unternehmen und anderer im Wirtschaftliche Eigentümer Registergesetz genannten Rechtsträger, einzutragen sind. Es wurde 2018 automationsunterstützt eingeführt. In Deutschland erfüllt denselben Zweck das Transparenz-Register.

## Rechtsgrundlage
Rechtsgrundlage des WiERe ist das Bundesgesetz über die Einrichtung eines Registers der wirtschaftlichen Eigentümer von Gesellschaften, anderen juristischen Personen und Trusts, Kurztitel: Wirtschaftliche Eigentümer Registergesetz (WiEReG), welches zum 15. Januar 2018 in Kraft getreten ist.
Das WiEReG wiederum wurde auf Grundlage mehrerer Vorgaben der Europäischen Union für alle Unionsmitgliedstaaten vorgeschrieben (siehe z. B. die vierte Fassung der Anti-Geldwäscherichtlinie). Durch die 5. Geldwäsche-Richtlinie und die notwendige Umsetzung in Österreich wurde das Wirtschaftliche Eigentümer Registergesetz wesentlich angepasst und erweitert.

## Rechtsträger
Das WiERe ist auf die im Wirtschaftliche Eigentümer Registergesetz ausdrücklich genannten Rechtsträger anzuwenden (§ 1 WiEReG). Dies sind Gesellschaften und sonstigen juristischen Personen mit Sitz in Österreich sowie Trusts und trustähnliche Vereinbarungen nach Maßgabe von § 1 Abs. 2 Zif. 17 und 18 WiEReG:
1. Offene Gesellschaften (OG);
2. Kommanditgesellschaften (KG);
3. Aktiengesellschaften (AG);
4. Gesellschaften mit beschränkter Haftung (GmbH);
5. Erwerbsgenossenschaften und Wirtschaftsgenossenschaften;
6. Versicherungsvereine auf Gegenseitigkeit;
7. kleine Versicherungsvereine;
8. Sparkassen;
9. Europäische Wirtschaftliche Interessensvereinigungen
10. Europäische Gesellschaften (SE)
11. Europäische Genossenschaften (SCE)
12. Privatstiftungen gemäß § 1 Privatstiftungsgesetz;
13. sonstige Rechtsträger, deren Eintragung im Firmenbuch gemäß § 2 Z 13 FBG vorgesehen ist;[6]
14. Vereine gemäß § 1 Vereinsgesetz;
15. Stiftungen und Fonds gemäß § 1 Bundes-Stiftungs- und Fondsgesetz 2015;
16. aufgrund eines Landesgesetzes eingerichtete Stiftungen und Fonds, sofern die Anwendung dieses Bundesgesetzes landesgesetzlich vorgesehen ist;
17. Trusts und trustähnliche Vereinbarungen (z. B. unter Umständen eine Anstalt privaten Rechts, Treuhand, Fiducia, Fideikommiss), sofern der Trustee oder eine ihm ähnliche Person in Österreich eine Geschäftsbeziehung im Namen des Trusts oder der trustähnlichen Verbindung aufnimmt oder Liegenschaften erwirbt.[7];

## Zweck
Gemäß § 7 Abs. 1 WiEReG ist der primäre Zweck des Wirtschaftliche Eigentümer Registers die Verhinderung der Nutzung des Finanzsystems für Zwecke der Geldwäscherei und der Terrorismusfinanzierung. In das WiERe sind daher die wirtschaftlichen Eigentümer einzutragen, in deren Eigentum oder unter deren Kontrolle ein Rechtsträger nach § 2 WiEReG letztlich steht. Dies ist grundsätzlich der Fall, wenn ein direkter oder indirekter Eigentümer Anteile oder Stimmrechte von mehr als 25 % an einem Unternehmen hält. Ist kein wirtschaftlicher Eigentümer feststellbar, gelten die Mitglieder der obersten Führungsebene des Rechtsträgers (z. B.: Geschäftsführer, Vorstand) als wirtschaftliche Eigentümer.

## Registerbehörde und Datenverarbeitung
Registerbehörde gemäß § 14 Abs. 1 WiEReG ist der Bundesminister für Finanzen. Die Registerbehörde ist datenschutzrechtlicher Auftraggeber für das Register (§ 7 Abs. 5 und § 8 WiEReG). Die Bundesanstalt Statistik Österreich und die Bundesrechenzentrum Gesellschaft mit beschränkter Haftung (Bundesrechenzentrum GmbH) sind für das Register lediglich gesetzliche Dienstleisterinnen, sofern nicht ausdrücklich etwas anderes bestimmt ist (§ 7 Abs. 5 WiEReG).
Spätestens nach 10 Jahren ab dem Ende des wirtschaftlichen Eigentums an einer Gesellschaft oder sonstigen juristischen Personen mit Sitz in Österreich sowie Trusts und trustähnliche Vereinbarungen, sind die Daten über einen wirtschaftlichen Eigentümer zu löschen (§ 7 Abs. 3 WiEReG).

## Erfassung, Sorgfalts- und Meldepflichten
Die Registerbehörde kann gemäß § 14 Abs. 6 WiEReG von Rechtsträgern und deren wirtschaftlichen Eigentümern jederzeit Auskünfte über die wirtschaftlichen Eigentümer von Rechtsträgern und die Vorlage entsprechender Urkunden und anderer schriftlichen Unterlagen verlangen.
Die Erfassung und Prüfung der Daten bezüglich der Identität der wirtschaftlichen Eigentümer trifft primär die Rechtsträger selbst (§ 3 WiEReG). Dabei sind zur Erfüllung der auferlegten Sorgfaltspflichten die Daten durch die Rechtsträger zumindest jährlich zu prüfen, ob die an das Register gemeldeten wirtschaftlichen Eigentümer noch aktuell sind. Korrespondierend zu dieser Verpflichtung der Rechtsträger haben die rechtlichen und wirtschaftlichen Eigentümer alle für die Erfüllung der Sorgfaltspflichten erforderlichen Dokumente und Informationen zur Verfügung zu stellen (§ 4 WiEReG).
Verpflichtete dürfen sich gemäß § 11 WiEReG bei der Anwendung ihrer Sorgfaltspflichten gegenüber ihren Kunden nicht ausschließlich auf die im WiERe enthaltenen Angaben über die wirtschaftlichen Eigentümer eines Rechtsträgers verlassen. Sie haben zur Erfüllung ihrer Sorgfaltspflichten nach einem risikobasierten Ansatz vorzugehen. Dies bedeutet, dass ein Auszug aus dem Register nur zur Feststellung des wirtschaftlichen Eigentümers, nicht aber zur Überprüfung des wirtschaftlichen Eigentümers herangezogen werden kann.
Die Meldung oder Änderung von Daten über wirtschaftliche Eigentümer hat binnen vier Wochen durch die Rechtsträger direkt an die Bundesanstalt Statistik Österreich als Dienstleisterin der Registerbehörde über das Unternehmensserviceportal in elektronischer Form zu erfolgen (§ 5 WiEReG). Stellt ein Verpflichteter fehlerhafte Daten im WiERe fest, so hat er dies zu melden (§ 11 Abs. 3 WiEReG). Für bestimmte Rechtspersonen gilt eine Befreiung von der Meldepflicht (z. B. wenn bei einer Gesellschaften mit beschränkter Haftung alle Gesellschafter natürliche Personen sind - § 6 Abs. 2 WiEReG). Die erstmaligen Meldungen an das Register haben bis zum 1. Juni 2018 zu erfolgen, sofern nicht eine Meldepflichtbefreiung vorliegt. Befreit von der Meldepflicht sind z. B. wirtschaftliche Eigentümer, die bereits in einem Stammregister eingetragen sind (z. B. Firmenbuch, Vereinsregister etc.) und bei denen persönlich haftende Gesellschafter natürliche Personen sind (OG und KG), GmbHs, mit ausschließlich natürlichen Personen als Gesellschaftern und Vereine gemäß Vereinsgesetz und Erwerbs- und Wirtschaftsgenossenschaften. In diesen Fällen jedoch nur dann, wenn keine andere natürliche Person Kontrolle auf die Geschäftsführung des Rechtsträgers ausübt.
Generell nicht meldepflichtig sind:
- im Firmenbuch eingetragene Zweigniederlassungen ausländischer Gesellschaften,
- Wohnungseigentümergemeinschaften
- Agrargemeinschaften,
- Gesellschaften nach bürgerlichem Recht
- Einzelunternehmer.

Gemäß der Rechtsansicht des österreichischen Bundesministeriums für Finanzen besteht bei den von einem Insolvenzverfahren betroffenen Rechtsträgern für den Insolvenzverwalter auch subsidiär keine Meldepflicht.
Bis Juni 2018 wird mit 356.000 meldepflichtige Unternehmen gerechnet. Wer Meldepflichten verletzt, kann nach den §§ 15 und 16 WiEReG bei Vorsatz mit bis zu 300.000 Euro bestraft werden. Das Bundesministerium für Finanzen (BMF) hat in einem Erlass zum Wirtschaftliche Eigentümer Registergesetz seine Rechtsansicht im Zusammenhang mit dem Anwendungsbereich, der Definition des wirtschaftlichen Eigentümers (zum Beispiel zur Beurteilung des Vorliegens von direktem und indirektem wirtschaftlichen Eigentum sowie wann von Kontrolle auszugehen ist), den Sorgfaltspflichten der Rechtsträger in Bezug auf ihre wirtschaftlichen Eigentümer, der Meldung der Daten durch die Rechtsträger, die Befreiung von der Meldepflicht und die Einsicht in das Register bekannt gemacht.

## Einsicht in das WiERe
Die Einsichtnahme ist zudem gemäß § 17 WiEReG kostenpflichtig.
Zum Schutz der Rechte der Betroffenen werden alle Daten über Abfragen und Auszüge aus dem WiERe aufgezeichnet. Eine unbefugte Einsichtnahme wird mit einer Geldstrafe von bis zu 10.000 Euro bestraft.

### Öffentliche Einsicht
Der Forderung, dass grundsätzlich jeder Interessent Zugriff auf das Register haben soll (z. B. durch Transparency International), wurde im Zuge der Umsetzung der 5. Geldwäscherichtlinie entsprochen. Die Einsicht bei berechtigtem Interesse entsprechend der Neufassung von Art. 30 Abs. 5 wurde in eine öffentliche Einsicht umgewandelt. Mit dem Urteil des Gerichtshofs der Europäischen Union in den verbundenen Rechtssachen C-37/20 und C-601/20 vom 22. November 2022 wurde diese Bestimmung in der Fassung der 5. Geldwäscherichtlinie aufgehoben.

### Einsicht durch Verpflichtete
Gemäß § 5 Abs. 4 WiEReG ist jeder Rechtsträger berechtigt, über das Unternehmensserviceportal Einsicht in die über ihn im Register erfassten Daten zu nehmen. Weiters sind bestimmte Personen, wie z. B. Kreditinstitute, Versicherungsunternehmen, Rechtsanwälte, Notare, Wirtschaftsprüfer bzw. Steuerberater, Bilanzbuchhalter, Buchhalter und Personalverrechner, Handelsgewerbetreibende einschließlich Versteigerer, soweit sie Zahlungen in bar von mindestens 10 000 Euro annehmen, Immobilienmakler, Unternehmensberater, Versicherungsvermittler und andere berechtigt, im Rahmen der Anwendung der ihnen obliegenden Sorgfaltspflichten zur Verhinderung der Geldwäscherei und Terrorismusfinanzierung gegenüber ihren Kunden Einsicht in das Register nehmen (§ 9 Abs. 1 WiEReG). Darüber hinaus dürfen von diesen genannten Personen die Rechtsanwälte, Notare, Wirtschaftsprüfer, Steuerberater, Bilanzbuchhalter, Buchhalter und Personalverrechner Einsicht für die Zwecke der Beratung ihrer Mandanten im Hinblick auf die Feststellung, Überprüfung und Meldung der wirtschaftlichen Eigentümer ihrer Mandanten nehmen (§ 9 Abs. 2 WiEReG). Bei Neukunden sind Kredit- und Finanzinstitute seit dem 10. Januar 2020 verpflichtet, einen Auszug aus dem WiERe einzuholen.

### Einsicht durch Behörden
Das Einsichtsrecht durch Behörden nach § 12 WiEReG umfasst eine sehr große Zahl an Behörden in Österreich, so z. B.: die Registerbehörde, die Geldwäschemeldestelle, die FMA, zuständige Landesbehörden, Kammern im Rahmen der Aufsicht über bestimmte Mitglieder, Bezirksverwaltungsbehörden, Strafverfolgungsbehörden, die Staatsanwaltschaften und Gerichte für strafrechtliche Zwecke, Finanzstrafbehörden und das Bundesfinanzgericht für finanzstrafrechtliche Zwecke, Abgabenbehörden des Bundes und das Bundesfinanzgericht für abgabenrechtliche Zwecke, wenn dies im Interesse der Abgabenerhebung zweckmäßig und angemessen ist, die Österreichische Nationalbank, der Bundesminister für Inneres, die Sicherheitsbehörden (Polizei) für Zwecke der Sicherheitspolizei.